# Gensvaret
Gensvaret, eller Peder Swarts gensvar, är en dikt från 1558 av den svenske kungen Gustav Vasa och biskopen Peder Swart. Det är ett svar på Den danska rimkrönikan, som hade givits ut i nytryck 1555, och som i stycken vänder sig mot Sverige och framställer svenskarna som svekfulla. Gensvaret framställer istället danskarna som opålitliga och Kalmarunionen som någonting dåligt för både Sverige och Norge, samt hävdar Sveriges rätt till Skåne och Gotland. Såväl Den danska rimkrönikan som Gensvaret är skrivna på knittelvers och följer konventionerna för tidens historisk-politiska rimkrönikor.

## Tillkomst
Relationen mellan Sverige och Danmark hade blivit spänd sedan Danmarks kronprins Fredrik år 1548 hade upptagit det svenska riksvapnet i sitt sigill. De tre kronorna hade därefter även upptagits i det danska rikssigillet och på de danska mynten. År 1555 utgavs ett nytryck av Den danska rimkrönikan, ursprungligen författad i slutet av 1400-talet och utökad på 1530-talet, vilket kom till Gustav Vasas kännedom.
I ett brev daterat 31 december 1557 skriver kung Gustav till biskop Peder Swart i Västerås med anledning av den danska krönikan. Han förklarar i brevet att han tänker "ställa några rim" mot krönikans påståenden och ber Peder Swart om hjälp med detta. Den 17 mars 1558 skickade kungen ett brev till ärkebiskop Laurentius Petri i Uppsala, där han ber att få låna dennes examplar av Gesta Danorum för att använda i arbetet med svarsdikten. Gensvarets skildring av Stockholms blodbad följer i stort Olaus Petris skildring i En svensk krönika, som kungen tidigare hade förbjudit, men avviker genom att utmåla flera biskopar som förrädare, däribland Hans Brask.

## Utgivning
Gensvaret trycktes tillsammans med delar av den danska krönikan. Titeln på hela volymen var Någer stycker aff Then Danske Cröneke. Teslikest the swenskes rätfärdelege och oumgängelige genswar. Den ursprungliga rubriken för den del som utgör själva gensvaret var Een liten Cröneke och skemtigh för the Danske, dock ganska alffwarligh ynkeligh och gruffweligh för the swenske. Det färdigtryckta verket skickades till kungens förtroendemän 3 december 1558.
I brev som kungen skrev till sina söner Erik och Johan i samband med utgivning framgår att dikten främst hade inrikespolitiska syften. Jöran Gylta, kungens politiska agent i Tyskland, beklagade i flera brev att Gensvaret hade givits ut, då han ansåg att det spädde på en olycklig hets mellan svenskar och danskar, samt att dess författare felaktigt verkar ha trott att Den danska rimkrönikan var ett alldeles nyskrivet verk. Den danske kanslern Johan Friis, som blir personligt påhoppad i Gensvaret, svarade med att skriva en egen niddikt om den svenske kungen. En faksimilutgåva av Gensvaret gavs ut av Gustaf Edvard Klemming 1863.